# RT-PCR

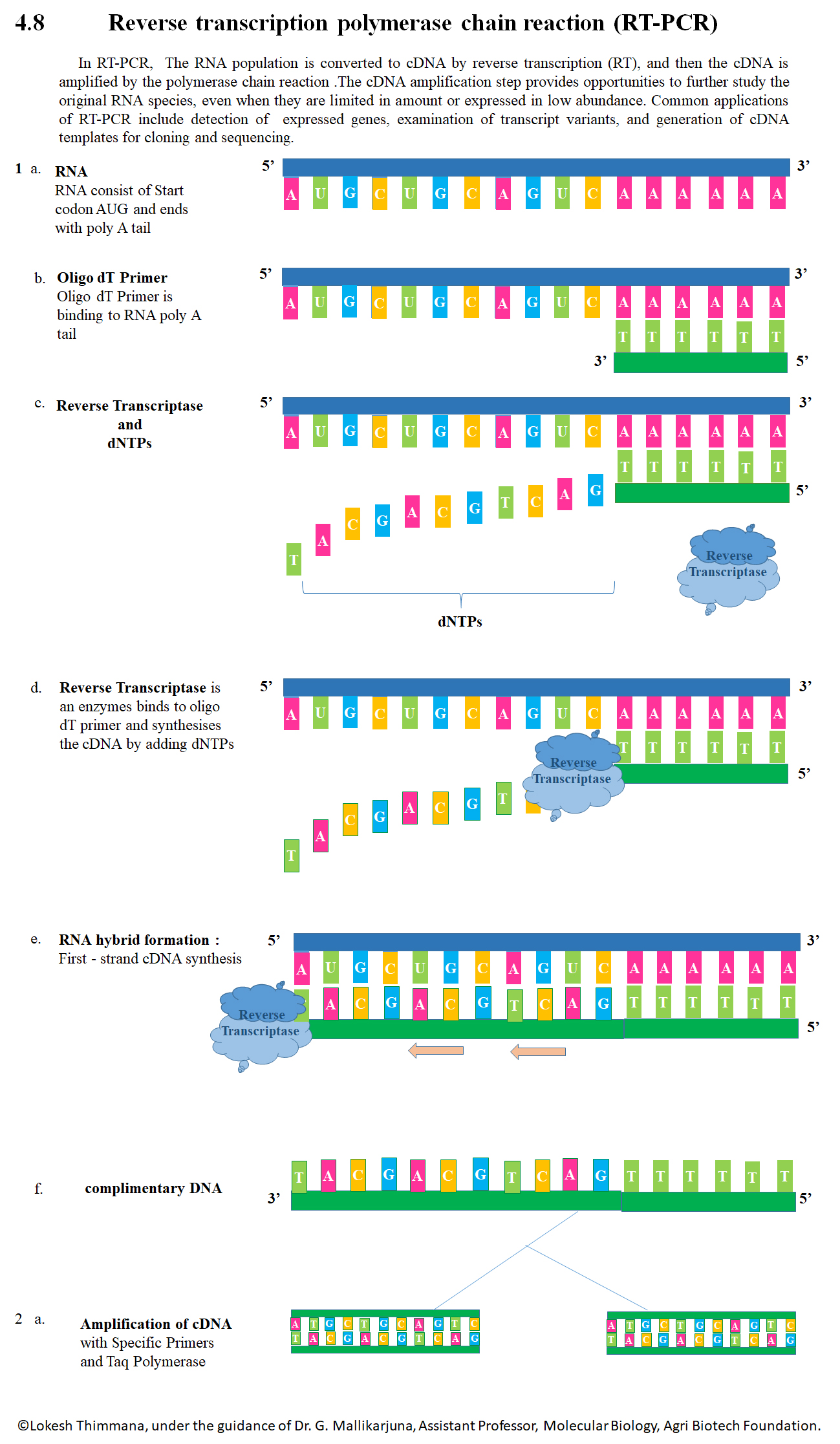

A Transcrição reversa seguida de reação em cadeia da polimerase (RT-PCR), no inglês Reverse transcription polymerase chain reaction, é um método laboratorial usado desde 1983, que utiliza a enzima transcriptase reversa, para transformar o RNA do vírus em DNA complementar (cDNA). É usado principalmente para medir a quantidade de um RNA específico. Isto é conseguido através do monitoramento da reação de amplificação usando fluorescência, uma técnica chamada PCR quantitativo em tempo real. RT-PCR combinado e qPCR são rotineiramente usados para análise da expressão gênica e quantificação do RNA viral em pesquisas e contextos clínicos.
Embora tenha sido desenvolvido primariamente como uma metodologia para a análise da expressão gênica, este método é aplicado em diversas áreas da pesquisa e do diagnóstico, como detecção vírus diversos, além de estar em avaliação para uso da análise do perfil genético de tumores. Durante a pandemia de COVID-19, o RT-PCR é um dos métodos utilizados para detectar o coronavírus da síndrome respiratória aguda grave 2 (SARS-CoV-2).

## História
Para chegar até o aperfeiçoamento da técnica foi necessário trilhar um longo caminho de descobertas e inovações. Nesse contexto, faz-se necessário pontuar os fatos mais relevantes sobre a evolução desta ferramenta.
No ano de 1970, dois artigos foram publicados de forma independente, um pelo pesquisador David Baltimore e o outro pela dupla Howard Temin e Satoshi Mizutani. Esses artigos demonstravam, por meio de experimentos, que vírus de tumor de RNA possuíam uma enzima capaz de sintetizar DNA a partir do RNA viral como molde. Em 1972, a enzima transcriptase reversa foi finalmente isolada e, pela primeira vez, utilizada para sintetizar DNA a partir de RNAm em um tubo de ensaio. Nos anos 80, o bioquímico Kary Mullis desenvolveu a técnica da reação em cadeia da polimerase e uma equipe de cientistas trabalhou para aperfeiçoá-la. A técnica PCR foi criada em 1983 por este cientista e o projeto foi apresentado à comunidade científica em 1985, onde houve o primeiro debate sobre PCR. Tal evento teve grande importância, pois configurou o início de uma grande revolução na ciência, abrindo portas para uma maior compreensão sobre os genes.
A inovação na área de diagnóstico molecular por meio de aplicações da PCR tem seu desenvolvimento iniciado em 1989, um ano depois é desenvolvido o kit para PCR forense, sendo usado para a identificação de DNA humano, usado como evidências pelo judiciário. Já em 1992 o primeiro teste diagnóstico para HIV embasado em PCR foi desenvolvido.
No ano de 1993 (dez anos depois da descoberta da técnica), Kary Mullis recebe a premiação do Nobel de Química pela invenção da PCR. A patente concedida à empresa Roche para a transcriptase reversa termoestável, em 1994, permitiu a PRC copiar e detectar RNA, tal inovação é importante para a detecção de vírus como o HCV e o HIV. Por fim, em 2003, o primeiro equipamento de PCR em tempo real é lançado, permitindo a amplificação e detecção de material genético de interesse.
O crescimento do RT-qPCR (tecnologia mais avançada de RT-PCR) permitiu que essa técnica se tornasse uma importante tecnologia para a detecção e para a comparação de RNA, pois não requer um processamento pós-PCR, fornece uma visão dos dados quantitativos e qualitativos e permite que uma ampla faixa de abundância de RNA seja medida. Devido à sensibilidade e à especificidade do RT-qPCR, ele é utilizado em diversas aplicações, desde experimentos simples até a detecção de agentes infecciosos, como o Sars-CoV-2.

## Procedimento
O procedimento característico do RT-PCR baseia-se em um conjunto de etapas, sucessivas e indissociáveis, as quais devem ser elaboradas respeitando as especificidades referentes a cada unidade genética de manuseio. A técnica de RT-PCR pode ser utilizada em diversas análises diferentes, pois é um procedimento relativamente mais rápido do que os métodos utilizados anteriormente, além de possuir um grau de precisão superior.  A utilização dessa técnica de RT-PCR para detectar transcritos de RNA é importante para a expressão gênica porque permite transcrição de qualquer gene e exclui a necessidade da utilização de grande quantidade de material para análise e, desde que o RNA do primer continue intacto, há certa tolerância para a degradação do RNA.
De acordo com a maioria dos protocolos, na primeira etapa se isola e caracteriza o RNA. O isolamento de RNA pode ser feito por vários processos
(um processo de isolamento comum é pelo tiocianato de guanidínio). O isolamento e a preparação do RNA são etapas na RT-PCR, uma vez que a degradação dessa fita pode gerar variáveis no resultado final. Uma vez que o RNA é isolado, a enzima transcriptase reversa utiliza um pequeno trecho iniciador, constituído por oligonucleotídeos específicos feito de DNA fita simples (denominado primer). Esse trecho irá se parear à molécula de RNA, para começar o alongamento da fita de cDNA e sua amplificação. Entre os primers mais utilizados estão:
- Primer poli T, que se pareia com o trecho na extremidade 3' do RNA mensageiro, que nos eucariotos é uma cauda poli A
- Primers randômicos, que se pareiam aleatoriamente em qualquer trecho da sequência de RNAs mensageiros, ribossomais e transportadores
- Primers específicos para a sequência de interesse

Cada um dos tipos tem as suas vantagens e desvantagens, sendo influenciados principalmente pelo tipo de RNA de interesse e seu estado de conservação, visto que o RNA é uma molécula facilmente degradável. Uma vantagem de se usar o primer poli-T é que ele sofre hibridização facilmente. Já os primers randômicos possuem uma sequência aleatória e variável, seus nucleotídeos são constituídos por combinações de todas as quatros bases nitrogenadas possíveis. Em contraste aos primers de poli-T, os primers randômicos apresentam a vantagem de ter altos rendimentos, são utilizados essencialmente quando a expressão de um gene é limitada.
Após a síntese de cDNA a partir do RNA, pode-se usar uma enzima que degrade o RNA, usualmente a RNAse H, que degrada apenas RNA que esteja pareado com DNA.
Ao cDNA aplica-se então a técnica de PCR. Através de tal técnica se conseguirá ampliar a região de interesse da molécula de DNA. Essa ampliação é realizada através de ciclos, que multiplicam o DNA de maneira exponencial,  o que garante maior especificidade ao processo. No RT-qPCR é possível comparar as amostras logo no início destes ciclos, uma vez que o pesquisador consegue ver a quantidade de cDNA sendo amplificado em tempo real.

## Etapas do RT-PCR
O procedimento de RT-PCR pode ser realizado em uma ou duas etapas, a depender do tempo disponível para realização deste método e do tipo de exame requisitado. Com o procedimento acontecendo em uma única etapa somente, a transcriptase reversa e a DNA polimerase são pré-misturadas em um único tubo. Isso permite que a etapa de RT (Transcrição Reversa) e a etapa de amplificação subsequente (PCR) sejam realizadas em uma única reação. Isso significa que se processo inteiro ocorrer em uma única etapa, toda a reação da síntese do cDNA (DNA complementar a fita molde de RNA inicial) até a amplificação por PCR (Reação em cadeia da Polimerase) irão ocorrer no mesmo ambiente.
Portanto, a utilização de somente uma única etapa é pensada para minimizar a variação experimental, contendo todas as reações enzimáticas em um único ambiente. Além disso, há eliminação das etapas de pipetagem do produto de cDNA, o que exige muito trabalho e ainda pode provocar a contaminação da amostra para a reação de PCR. Em geral, RT-PCR de uma etapa é mais adequada para aplicações que exigem rapidez e alto rendimento. Uma limitação é que todo o cDNA gerado é usado na etapa PCR subsequente. Isso significa que nenhum estoque de cDNA pode ser armazenado para posterior validação ou experimentação.
|                       | Vantagens | Desvantagens |
| --------------------- | --- | --- |
| RT-PCR em uma etapa   | - Rápido e com alto rendimento. - Menor risco de contaminação, devido a redução das etapas de pipetagem. - Redução da variação experimental, por ser realizado em um único tubo.                                                                                | - Menor precisão. - Menor sensibilidade devido a junção de duas etapas. - Detecção de uma menor quantidade de genes.                                            |
| RT-PCR em duas etapas | - Detecta-se vários genes em uma mesma amostra de RNA. - Maior quantidade de primers de RT. - Pode-se armazenar o cDNA para possíveis usos futuros. - Flexibilidade na preparação. - Permite múltiplos PCRs de uma única amostra de RNA / RT sem multiplexação. | - Aumento do risco de contaminação do material, devido ao grande manuseio pelos passos de pipetagem e pela utilização de vários tubos. - Maior tempo consumido. |

## Variações do método - PCR qualitativo x PCR quantitativo
Dentre os tipos de PCR, há o PCR qualitativo e o PCR em tempo real ou quantitativo (qPCR). O PCR qualitativo realiza a medição da amplificação por meio da eletroforese em gel. Essa técnica consiste na submissão do material genético a uma diferença de potencial que promove a movimentação do conteúdo sobre esse gel, de acordo com sua carga energética. Concomitantemente a esse processo, é adicionado um corante de caráter fluorescente à solução que, em contato com as fitas de DNA complementar, garante a alteração de coloração de estruturas desse DNA que apresentam sensibilidade à fluorescência. No entanto, essa avaliação não se demonstra muito eficiente, pois as medições dos níveis de RNA virais convertidos em DNA ocorrem somente ao final do processo de amplificação, gerando erros na mensuração ou não reconhecimento do material viral.
Já o PCR em tempo real ou quantitativo (qPCR) é submetido ao mesmo equipamento, termociclador, que o PCR qualitativo – submete-se o conteúdo genético a variações de temperatura, denominadas de ciclos, provocando alterações nas moléculas. Contudo, o qPCR possibilita a medição das moléculas amplificadas ao final de cada ciclo de termociclagem através da avaliação da fluorescência. O processo de termociclagem expõe a fita de DNA complementar, em um primeiro momento, à etapa de desnaturação da molécula, a qual é sujeita a altas temperaturas (95ºC), para que haja a abertura da dupla fita e possibilidade de atuação da enzima DNA polimerase. Após essas etapas, que perduram por cerca de 35 ciclos de exposição a elevada temperatura, provoca-se o resfriamento do conteúdo mecanicamente para a adição dos primers (sequência inicial de DNA), denominado de Anelamento, e ativação da enzima DNA polimerase ao promover o alongamento da nova fita de DNA desejada, estabelecida na forma de fragmentos intercalados por sequências de iniciadores.
Assim como no procedimento de PCR qualitativo, o PCR em tempo real utiliza da fluorescência para determinar a quantidade de fragmentos de cDNA foi gerado. No entanto, a amplificação do cDNA é observada por meio da análise quantitativa dos fluorocromos – elementos presentes na cadeia de DNA que demonstra fluorescência – na fase exponencial da avaliação. Esses fluorocromos são acrescentados, a depender da sonda utilizada para a amplificação, à extremidade 5’ da fita de DNA complementar ou em diversos pontos por toda fita dupla de DNA para demarcar a fluorescência de acordo com a expressão dos fragmentos. A observação da variação quantitativa do DNA complementar ocorre pela construção de um gráfico dividido em quatro regiões de acordo com o número de ciclos para todo o processo (40 ciclos) e a amplificação do material genético, há um setor denominado limiar de detecção, no qual há a transição entre a demonstração imperceptível e o início da fase exponencial, onde há o súbito crescimento acelerado da detecção, momento de manifestação pela técnica de PCR quantitativo. Após essa fase, segue-se a linear com baixa manifestação e, em seguida, a fase de platô em que se interrompe a amplificação devido a saturação do sistema, instante de exibição dos fragmentos genéticos marcados com gel de agarose pela ação do PCR qualitativo.

## Aplicações
A técnica de RT-PCR é amplamente utilizada para verificar a expressão gênica, uma vez que analisa o RNA responsável pela síntese de proteínas. Se há uma proteína específica presente, é porque o gene da mesma está sendo expresso e originando mRNA para tal proteína.
Atualmente, existem técnicas que permitem a análise de todo o RNA presente em uma dada célula em um dado momento(denominado transcriptoma). Tais técnicas, que são parte da transcriptômica, são muito importantes se for considerado que os tipos de RNAs mensageiros sendo expressos variam conforme o tipo de célula (células musculares produzem proteínas em quantidade e tipo diferente de células da pele), com a situação da célula (células em ambiente com pouco oxigênio expressam proteínas diferentes das de em ambiente com muito oxigênio) e a idade/fase da célula (células em período de multiplicação produzem proteínas diferentes das que apenas estão crescendo em tamanho).
A técnica de RT-PCR corresponde a reação de transcrição reversa, de um segmento de RNA por PCR, na qual um número muito baixo de moléculas de RNA pode ser detectado. O RT-PCR pode ser utilizado no diagnóstico de doenças genéticas e na determinação de moléculas de RNA específicas dentro de uma célula ou tecido.
Detecção de translocações cromossômicas
Por meio da RT-PCR é possível diagnosticar translocações cromossômicas de forma bastante eficiente. Como exemplo, temos o diagnóstico da Leucemia Mielóide Crônica (LMC), que se caracteriza pela translocação t (9:22) - um pedaço do gene c-ABL, no cromossomo 9, associa-se ao gene BCR, no cromossomo 22. A RT-PCR não somente detecta a translocação BCR/ABL, mas, em virtude da sua alta sensibilidade, também é utilizada na identificação de células malignas que possam resistir a uma quimioterapia.
Aplicações Odontológicas
É importante considerar que a prática de RT-PCR permite o estudo do comportamento de agentes patogênicos que podem desencadear algum tipo de doença odontológica no paciente. Nesse caso, utiliza-se a saliva como principal amostra a ser analisada, por ser um material em que se encontram proteínas ativas, DNA, e a presença de inúmeros microrganismos associados à patologia oral.  
Cárie Mutagênica: Quando relacionada à técnica de RT-PCR, a identificação da manifestação da Streptococcus mutans, bem como a susceptibilidade do indivíduo de vir a possuir a doença, tornam-se muito mais facilitadas e rápidas, posto que a técnica em questão utilizará sondas específicas para a sequência genética a ser observada nas reações enzimáticas em cadeia.
Doenças Periodontais: Nas doenças periodontais, o mecanismo é muito similar ao da cárie mutagênica. Porém, com a especificidade dos periodontopatogênicos. Ao aplicar a técnica do RT-PCR, é possível estimar se o indivíduo possui algum tipo de doença no periodonto ou se possui certa susceptibilidade a ter. A análise dos resultados das reações em cadeia é feita por meio de biomarcadores. Pode ser feito o isolamento de RNA proveniente de células e tecido da cavidade bucal, assim como de amostras da saliva ou da placa dentária, seguido de síntese de cDNA e amplificação do produto formado. Objetivando identificar a expressão do material genético de importantes agentes etiológicos virais, como o HCMV, EBV-1 e EBV-2, HSV, HPV e HIV. O avanço da proliferação e da carga viral dos citados, por vezes causa lesões periodontais que poderiam ser previamente tratadas caso houvesse identificação precoce destes patógenos.
A respeito do diagnóstico, o excesso de citocinas e quimiocinas pode ser indício de resposta imunológica na cavidade oral, desta forma a aplicação da RT-PCR viabiliza a confirmação e identificação do vírus causador. Essa medida favorece a escolha e a administração de tratamento adequado. Desta forma, a aplicação da técnica de RT-PCR além de esclarecer mais sobre doenças periodontais também contribui para a identificação de novas manifestações clínicas, por oferecer resultados rápidos e específicos.
RT-PCR na detecção de câncer
Atualmente diversos cientistas têm estudado sobre a utilização de técnicas de RT-PCR na detecção de células tumorais. Técnicas baseadas em RT-PCR fornecem um sistema de detecção sensível, que é usado, principalmente, para células tumorais de mama e para testar amostras de sangue periférico e de medula óssea.
As células cancerosas circulantes produzem transcritos de mRNA exclusivos, de acordo com o tipo de câncer. Primeiramente é necessário determinar quais transcritos de mRNA servem como os melhores biomarcadores para o tipo de célula cancerosa em questão e, em seguida, analisar seus níveis de expressão com RT-qPCR. Como exemplo, é possível utilizar técnicas de RT-PCR no sangue periférico de pacientes com câncer de mama que estão passando pelo tratamento quimioterápico, para realizar o perfilamento gênico tumoral e de marcadores de doença residual mínima (no caso, os marcadores utilizados são CK19 e c-ErbB-2), com o intuito de melhorar o prognóstico e monitorar a terapia.
RT PCR na detecção do COVID-19
Este método é considerado o padrão ouro no diagnóstico para SARS-COV-2 (COVID - 19).[24]

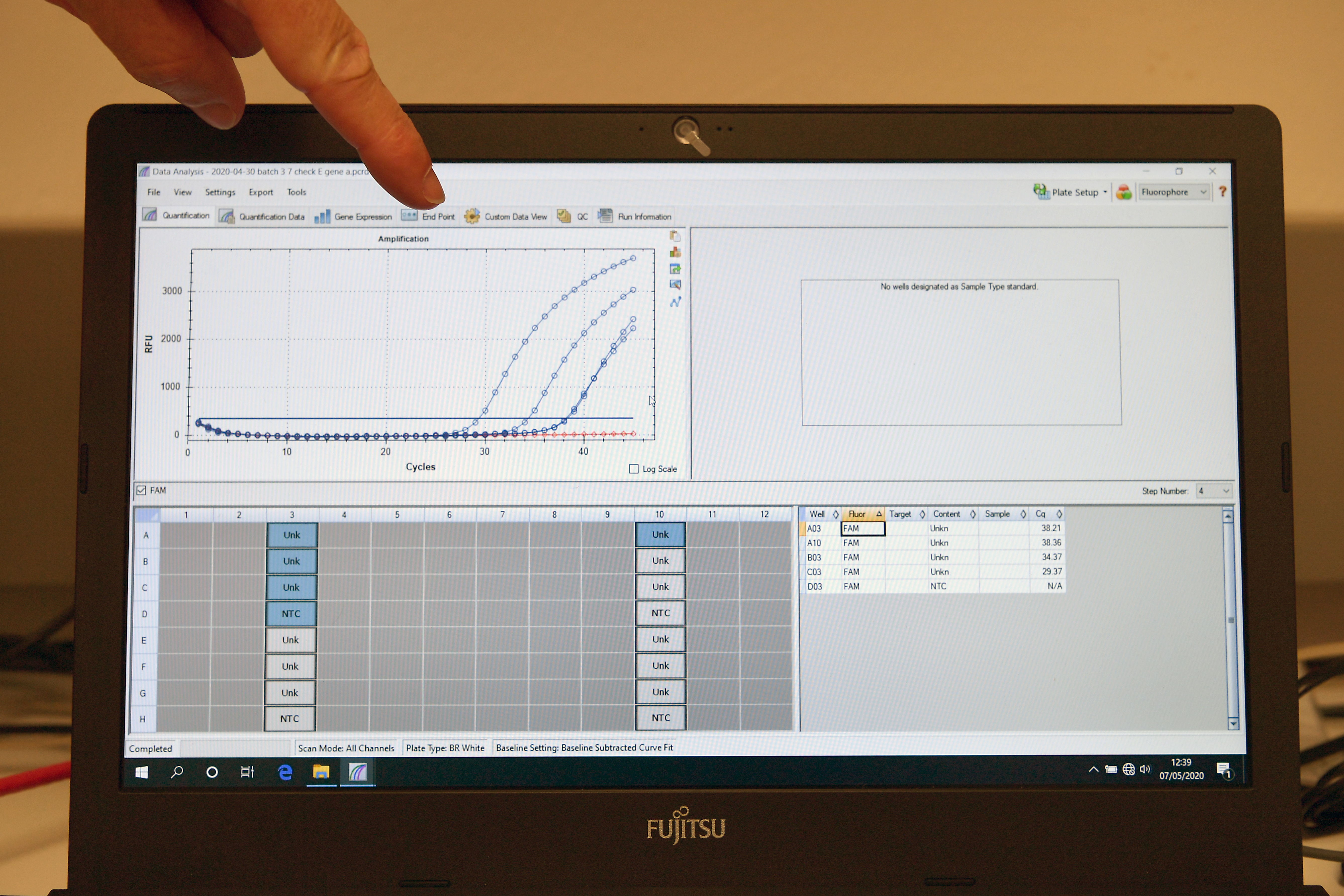
Curva RT-PCR em tempo real

## Entendendo o resultado de um exame de RT-qPCR
Uma das grandes dúvidas dos pacientes que passam pelos exames é entender todos os termos contidos no laudo, como os termos RT-qPCR e alvo genético. Em um teste de diagnóstico por RT-qPCR é medida a quantidade de um Alvo Genético Principal, que indica o trecho do material genético do vírus em questão a ser identificado no exame, para que o diagnóstico da doença seja positivo, com 95% de acurácia.
Em um cenário em que o foco é a expressão dos genes, ao final das reações é gerada uma curva de onde é possível calcular a quantidade do alvo genético. Neste gráfico é traçado uma linha horizontal (paralela ao eixo das abscissas) no nível de iniciação da fase exponencial da amplificação gênica, essa linha representa o limiar da detecção, ou seja, representa o número mínimo de ciclos para amplificação, chamado “threshold”.
Dessa forma, o cruzamento entre o “threshold” com a linha de amplificação define o número de ciclos precisos para o início da amplificação da sequência gênica-alvo. Este valor é denominado Cycle Threshold, ou Ct, e proporciona a quantificação relativa do DNA de cada uma das amostras. Pelo cálculo do Ct, sabemos que ele é diretamente proporcional ao Log da quantidade inicial do gene de interesse, assim, entende-se que quanto menor o número inicial do Ct, maior amplificação do gene-alvo, que tem por resultado maior expressão.